# Blaveta de ratlla blanca
La blaveta de ratlla blanca (Polyommatus damon) és una espècie de lepidòpter papilionoïdeu de la família dels licènids (Lycaenidae) present als Països Catalans.

## Distribució
S'estén de forma dispersa pel centre i sud d'Europa, incloent la península Ibèrica, sud de França, Suïssa, Itàlia, sud i est d'Alemanya, sud de Polònia, Estònia, sud-est de Letònia, Txèquia, Eslovàquia, Àustria, Romania, i Balcans fins al nord-oest de Grècia. També és present a l'Àsia, des de Turquia fins a l'Altai i Mongòlia. Absent de les principals illes mediterrànies. A la península Ibèrica ocupa el terç nord, sent el Sistema Ibèric el seu límit meridional. A Catalunya està limitada al terç nord, on ocupa els Prepirineus i els Pirineus orientals, tot i que també existeixen algunes poblacions més al sud, a les muntanyes que envolten el Pla de Bages.

## Descripció
Envergadura alar d'entre 26 i 30 mm. Marcat dimorfisme sexual per la diferent coloració de l'anvers. El mascle presenta l'anvers de color blau cel metàl·lic amb un ample marge negre que s'estén per les venes en ambdues ales. La femella presenta l'anvers de color bru fosc amb algunes escates blaves a la base i un punt negre a la cel·la de l'ala anterior. Revers semblant en ambdós sexes, tot i que el color bru és més fosc en les femelles. L'ala anterior presenta una sèrie de grans punts negres vorejats de blanc a la part exterior i un altre punt negre aïllat més proper a la base. Ala posterior amb una sèrie de punts negres similars als de l'ala anterior, però més petits, i una marcada franja blanca.

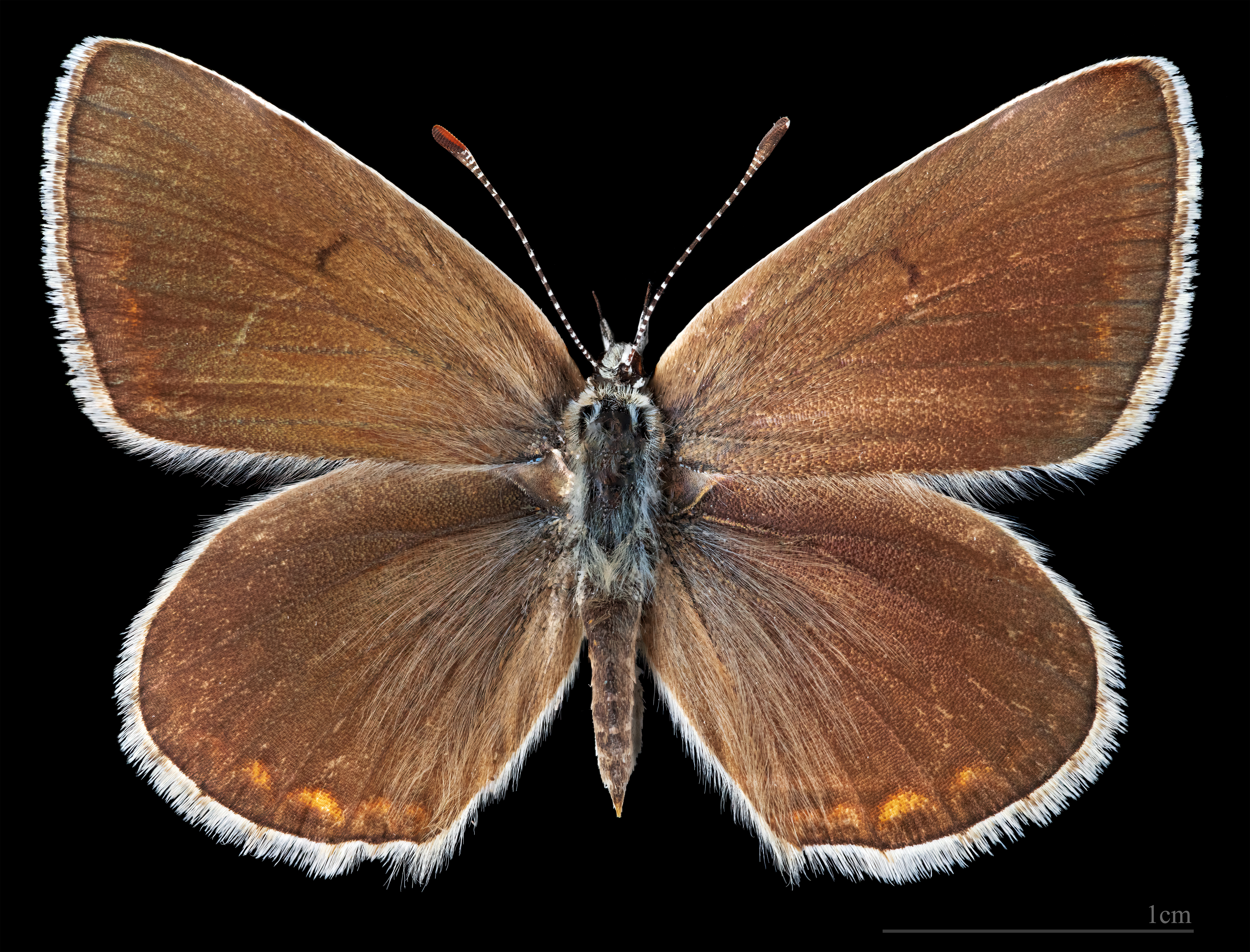
♀
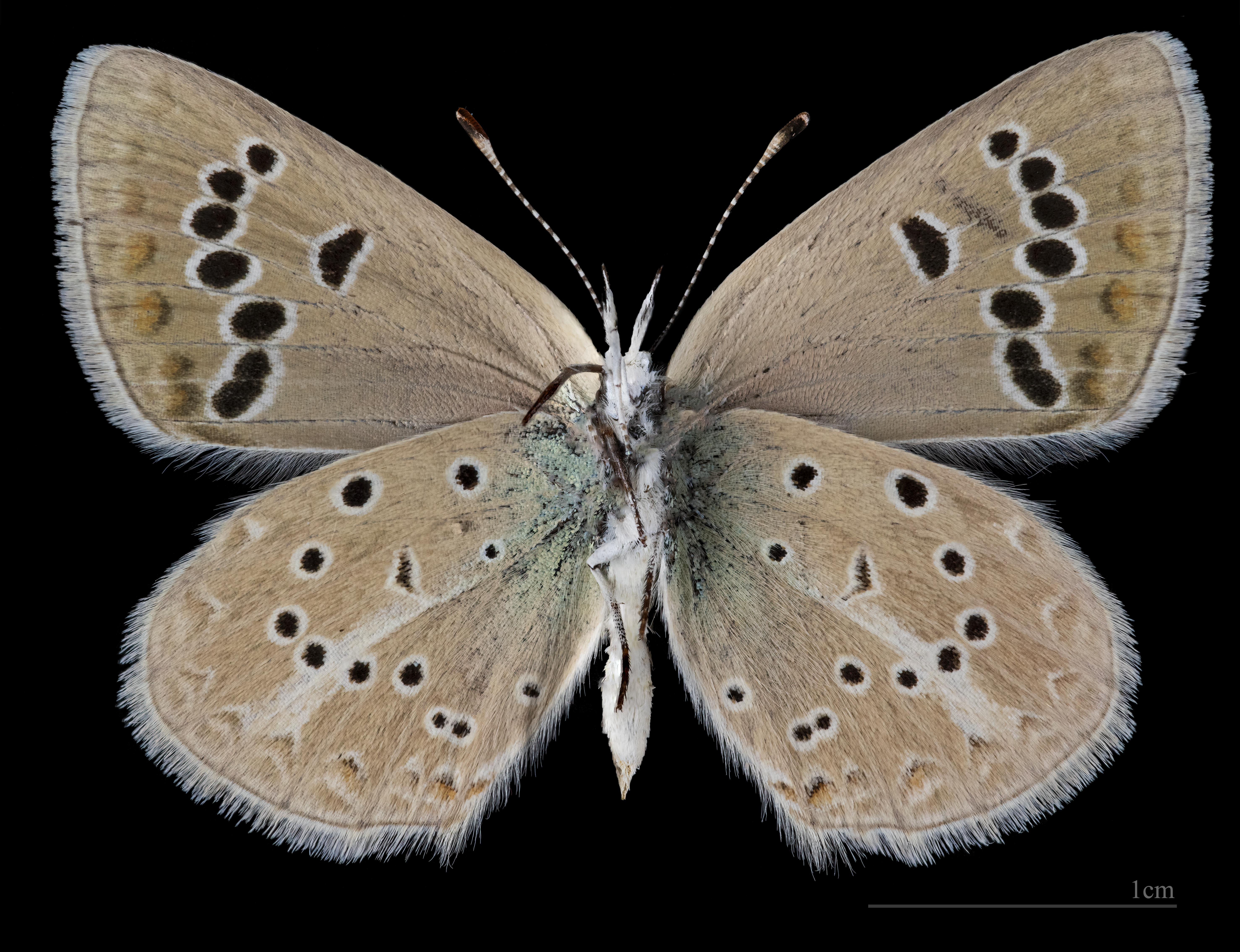
♀ △

## Hàbitat
A baixa altitud, matollar sec o boscos esclarissats, mentre a més alçada ocupa prats i barrancs. A Catalunya és una espècie típica de la muntanya mitjana que habita en prats pasturats i clarianes de boscos, en particular de pi roig. Rang altitudinal des dels 1000 m fins als 2100 m. L'eruga s'alimenta de diverses fabàcies del gènere Onobrychis, com ara O. viciifolia, O. montana i O. alba.

## Període de vol i hibernació
Vola en una generació entre finals de juny i setembre. Hiberna com a eruga a l'interior de l'ou o com a eruga jove al centre d'Europa.

## Comportament
Es tracta d'una espècie mirmecòfila facultativa, les erugues de la qual sovint s'associen amb diverses espècies de formiga dels gèneres Formica, Lasius, Myrmica o Camponotus.

## Conservació
Aquesta espècie està amenaçada localment pels canvis en l'estructura de les pastures, ja sigui per abandonament, ja que la planta nutrícia desapareix en el curs de la successió vegetal, o per sobrepastura, ja que la planta nutrícia és una excel·lent farratgera.

## Galeria

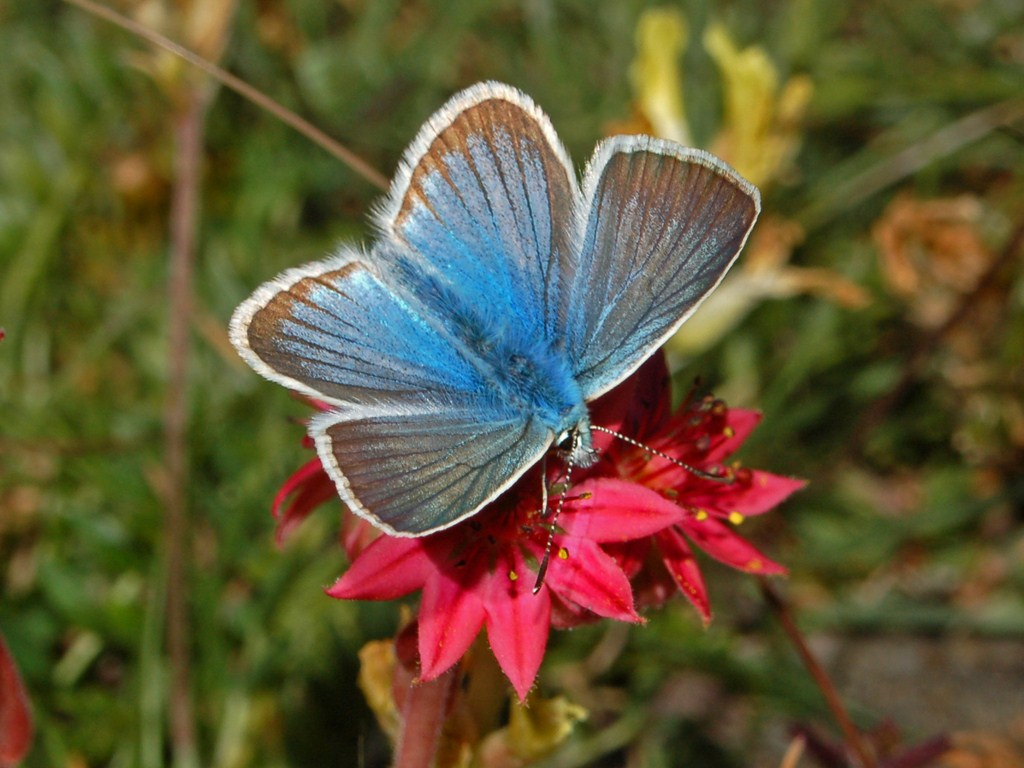
Anvers del mascle
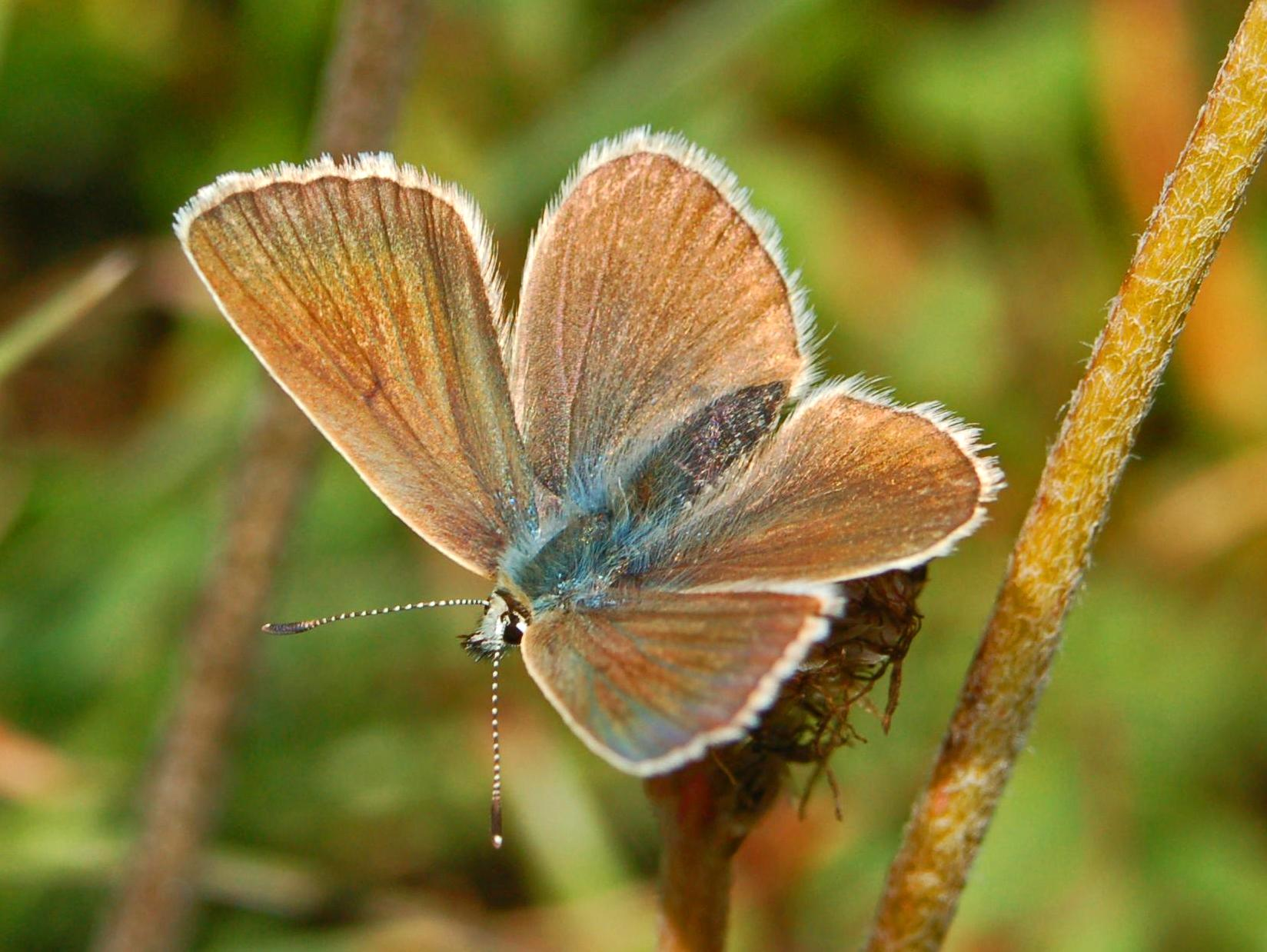
Anvers de la femella
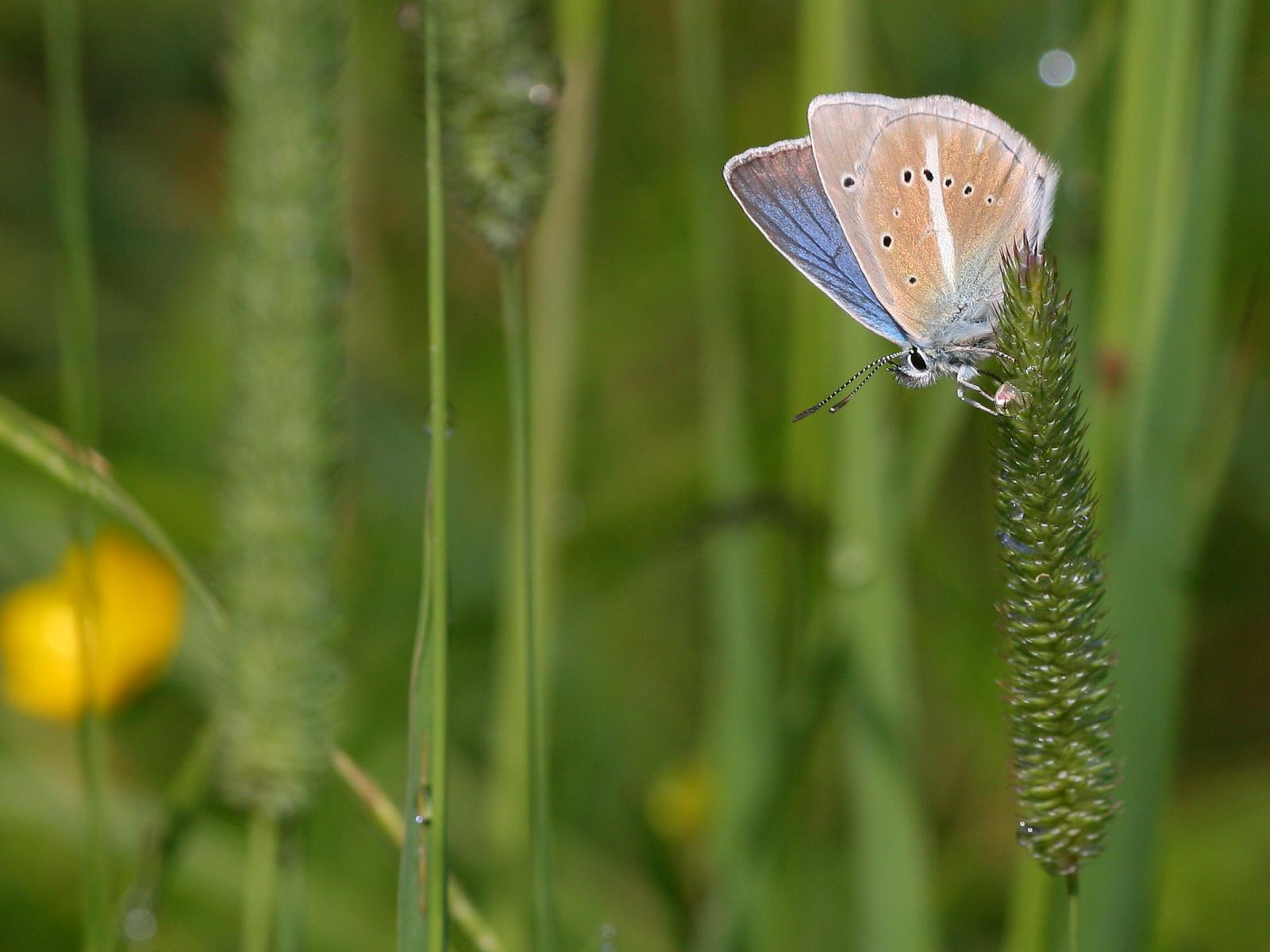
Revers del mascle
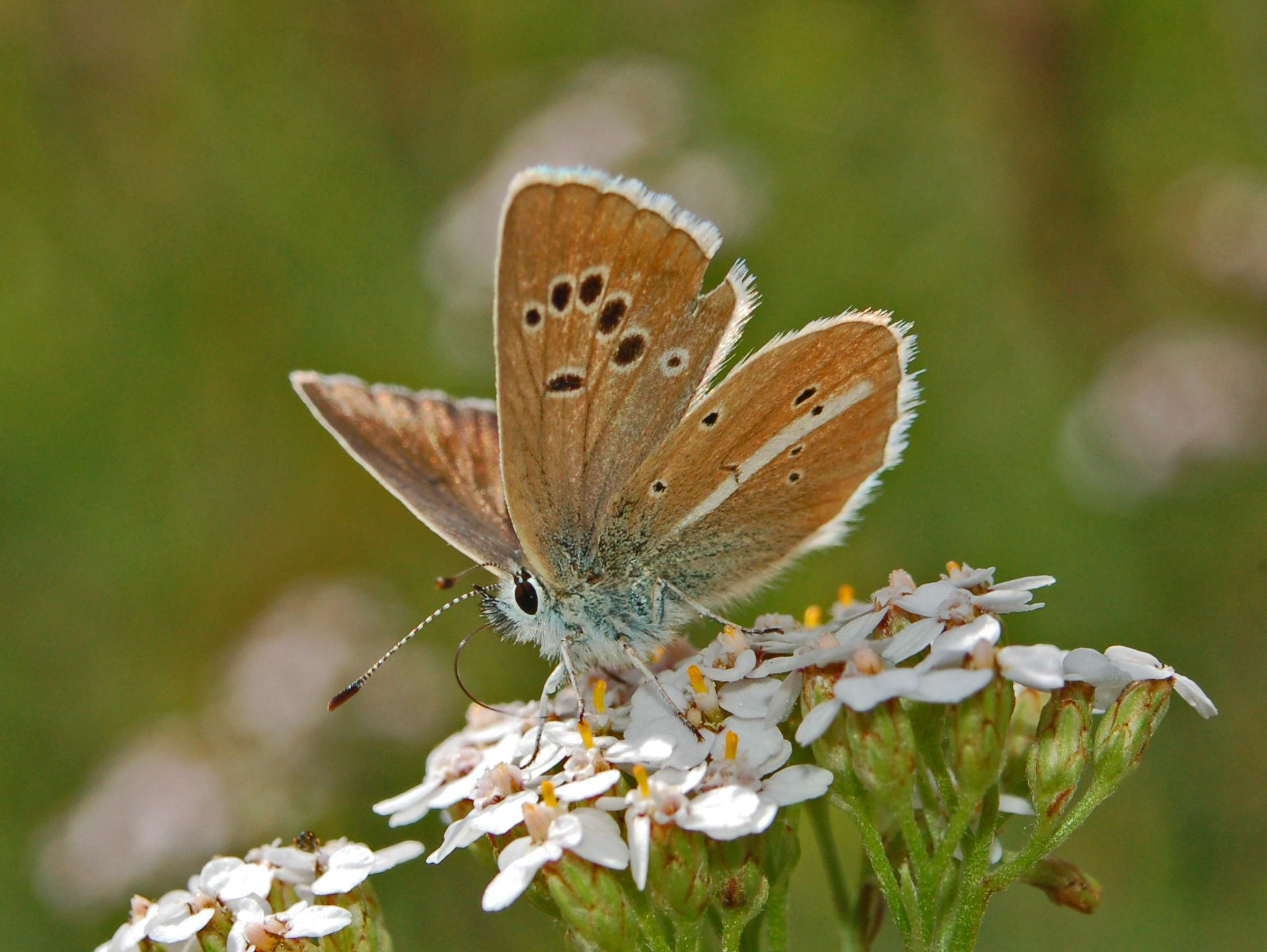
Revers de la femella
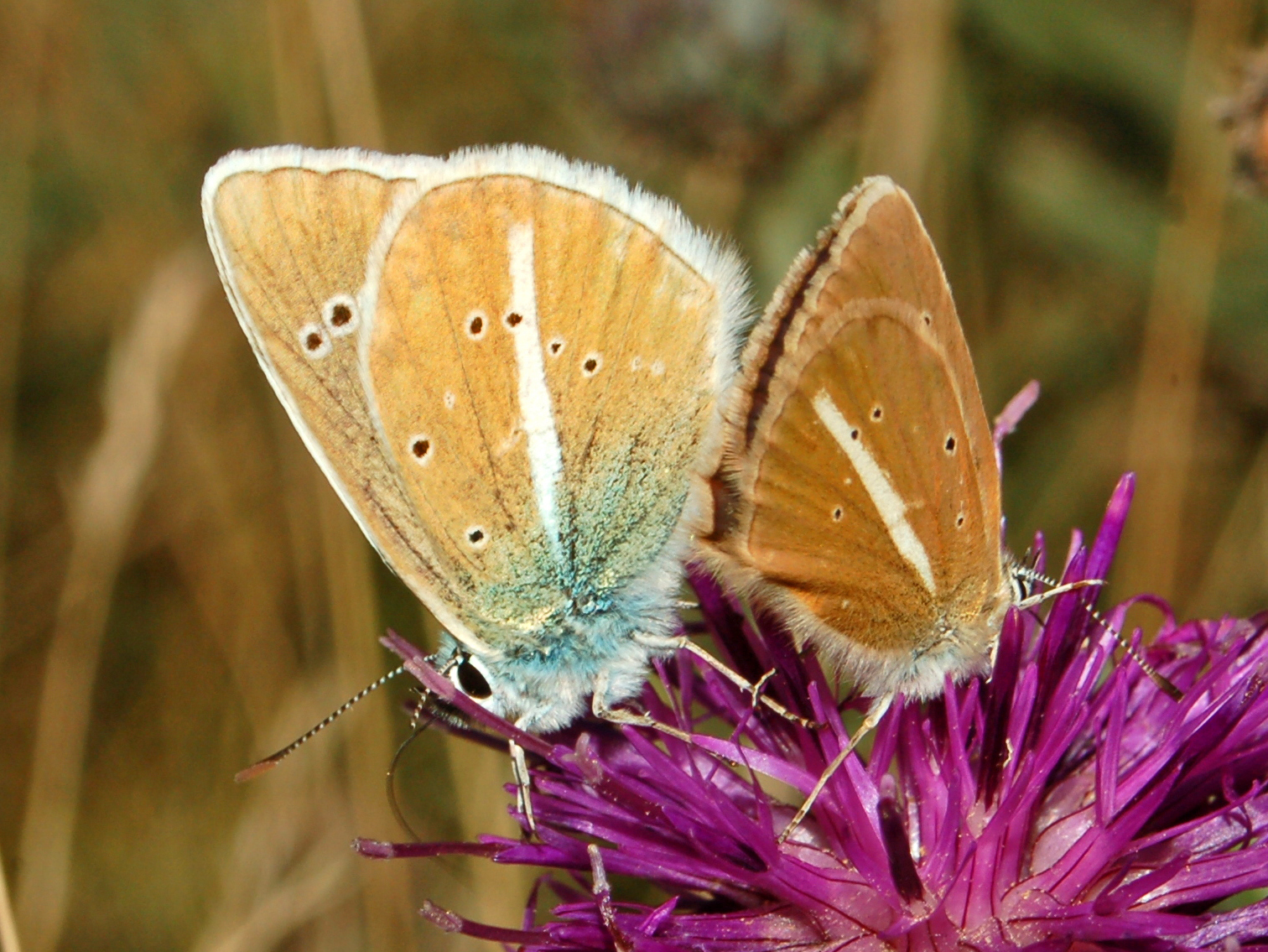
Aparellament
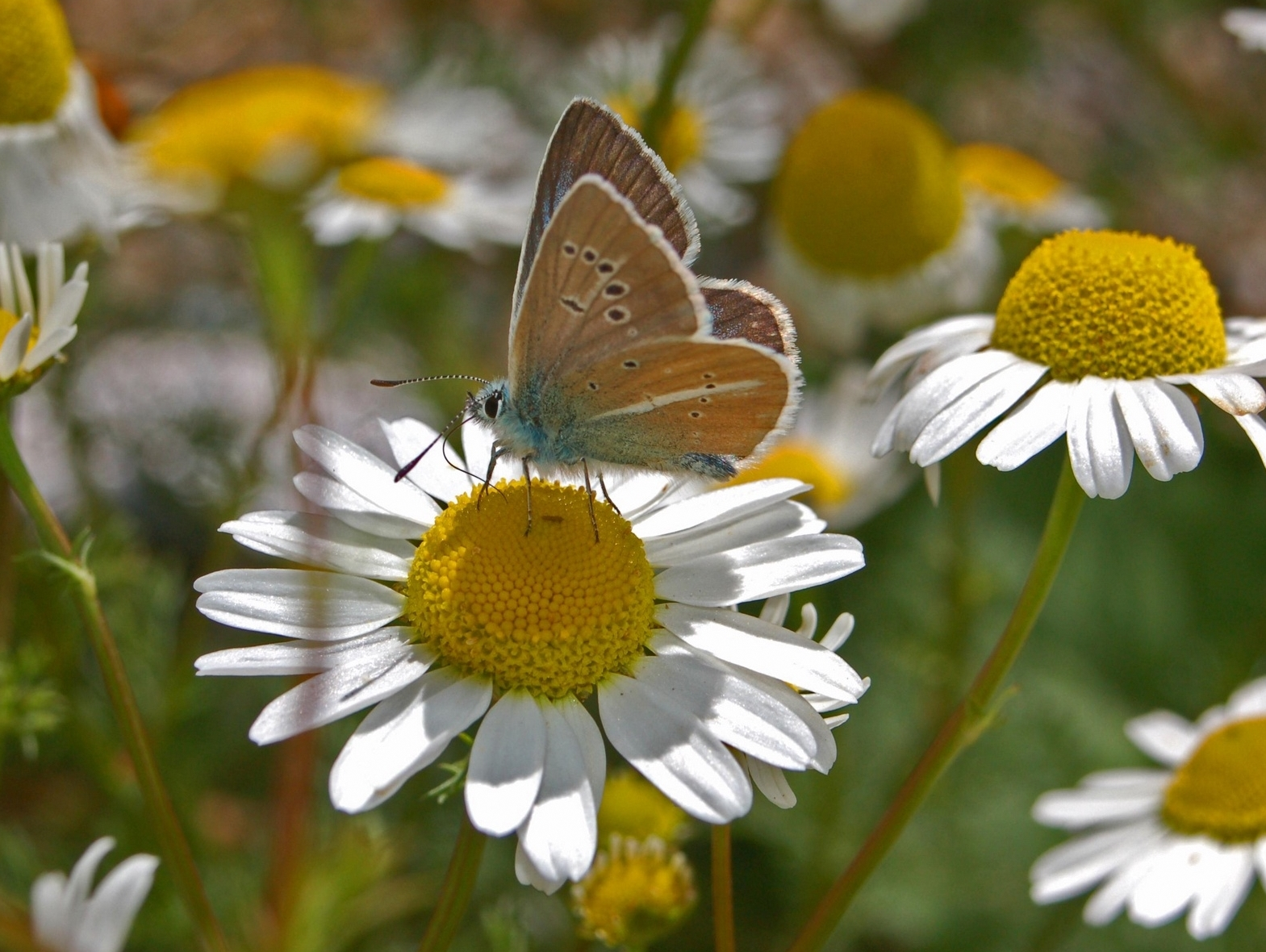
Adult alimentant-se de nèctar